# بارريتوس

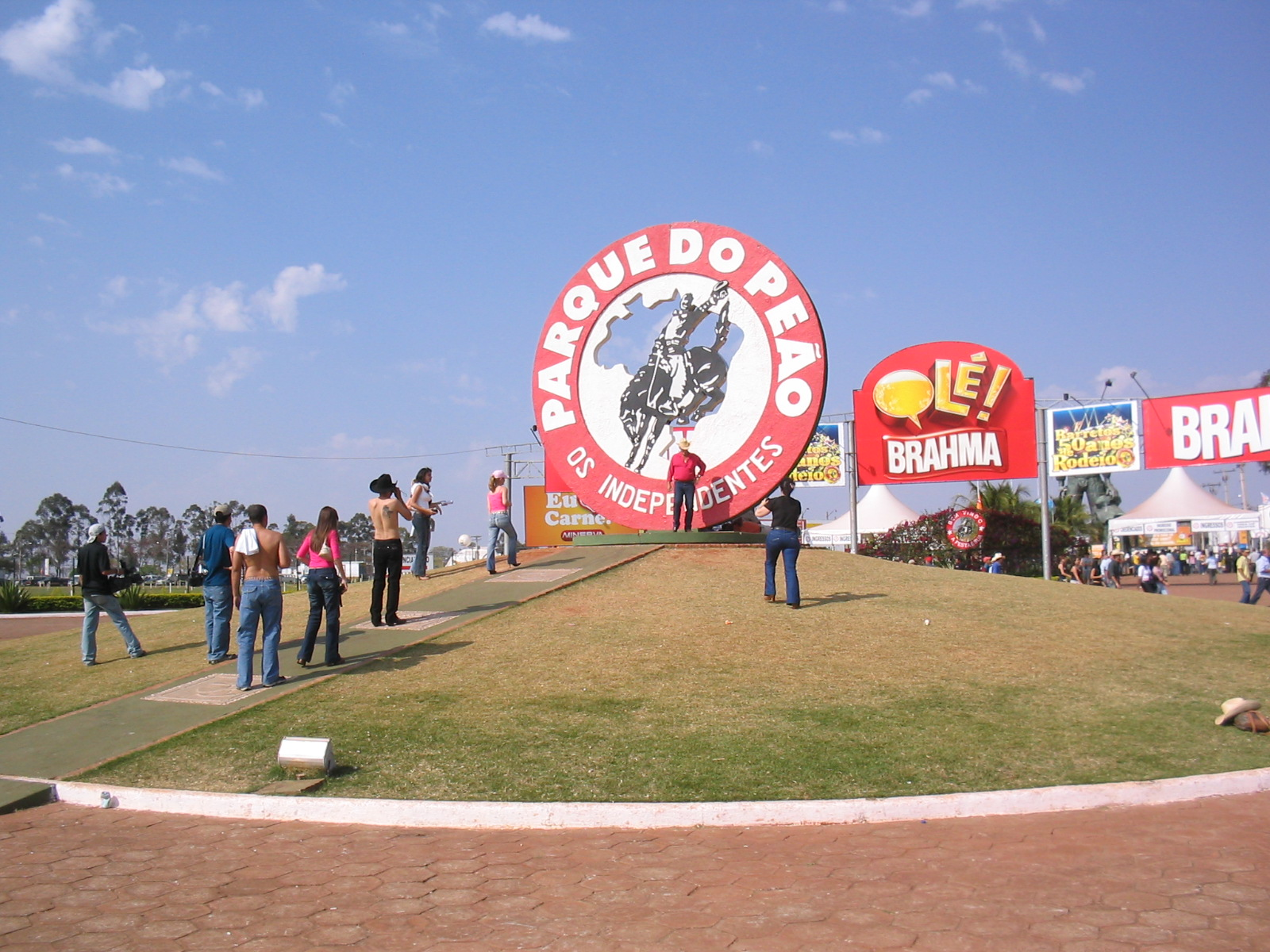
إستـاد برريتوس

بـارريتوس (Barretos) وهي مدينية برازيليه تقع في ولاية ساوباولو تشتهر بالزراعة وترنبية المواشي الحية وتعتبر مدرسة مسابقة رعاة البقر ففي كل سنة في شهر أغسطس ياتي اليها رعاة البقر المحترفيين ومن يريدون الشهرة للتنافس على ظهر الثيران الهائجه في استاد اعد خصيصا لهذه المنافسة يتسع لالاف المشاهدين لمدة ثمانية أيام متتالية.
هذا الاحتفال ياتي في فترة الشتاء في البرازيل وتقام الاحتفالات الغنائية طيلية المهرجان باشهر فرق موسيقية برازيلية.
مهرجان بارريتوس لرعاة البقر يحتفل هذه السنة 2010 السنة ال55 له.

## أعلام
- مايكون بيريرا روكي
- راقينالدو
- رافاييل بيريرا دا سيلفا
- رينالدو فيسنتي سيماو